# Sphaerarthrum variiventris
Sphaerarthrum variiventris is een keversoort uit de familie soldaatjes (Cantharidae). De wetenschappelijke naam van de soort werd in 1921 gepubliceerd door Arthur Mills Lea.